# Csiffáry család
A Csiffáry család a Nyitra vármegyei Csiffár nemzetségből ered. 
A család első említései szórványosak. Talán 1542-ben említik Chyfary Ferencet, mint egyet azok közül akik a püspök embereként életüket vesztették az előző év karácsonyának tájékán történt hatalmaskodások során Zalaegerszegen, melyet a Gersei családbeliek és mások követtek el. Nyitra Alsó városában egy családbelit említ az 1582-es püspöki urbárium adólajstroma. Az 1587-es (?) verebélyi urbariumban Chefay Máté (valószínűleg elírás) szerepel. Ugyanőt említheti egy irat 1590-ben Érsekújvárott szolgáló verebélyiként.
III. Ferdinánd 1649. május 27-én Pozsonyban címeres nemeslevelet adott Csiffáry Istvánnak, nejének Bosoky Magdolnának és testvéreinek: Gergelynek és Andrásnak, valamint anyai féltestvérének, Tarr Istvánnak. Ugyanazon évben ezt kihirdették Nyitra vármegyében. 1716-ban Cétényben birtokolt nemespanni Csiffáry János. 1725-ben Csapodi Csaba ugyan Verebélyen feltünteti a családot, ennek nyoma a forrásból azonban hiányzik. Az 1754-1755. évi országos nemesi összeíráskor a megye igazolta a Nemespannon lakó Márton, fiai András, István, Ferenc és János valamint testvére, Gergely és annak fiai, János és Imre nemességét, miután bemutatta az armálist és bizonyította, hogy ő és Jánosnak fiai, a társszerző Gergely és Pallya Ilona unokái. 1821-ben összeírták Csiffáry Imre nemespanni földjeit.
A család egyes tagjai már korábbról is ismertek, a forrásokból úgy tűnik hogy előbb egyházi méltóságok szolgálatában álltak. Ez azért is valószínű, mivel minden bizonnyal eredetileg egyházi nemesek lehettek és a család eredetileg Verebélyről származhatott. Az országos nemesek közé, az egyetlen ismert nemesítés alapján 1649-ben léphettek. A nemesített ág valószínűleg Nyitrán élt. Ebből a családból származnak az egyes szétköltözött családtagok után a nemespanni, ebből a vágfarkasdi és további ágak, a pogrányi, majd nemesoroszi és más ágak.
A család nevét Prém József is felhasználta A két Galambos című művében.

## A Csiffáry-címer

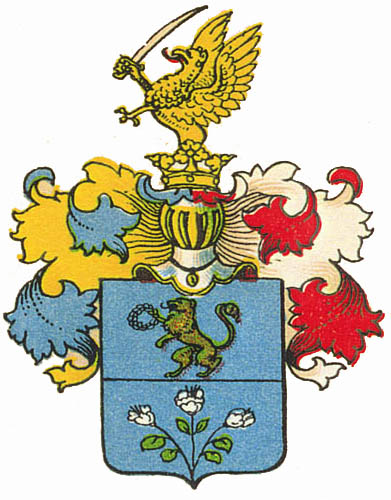
A Csiffáry címer rekonstruált rajza a Magyarország Címeres Könyvéből

A Magyarország Címeres Könyvében megjelent kép Szluha Márton által megfogalmazott leírása:
Aranyfonallal kettévágott kék pajzsban felül a vágási vonaltól jobbra lépő arany oroszlán jobbjában zöld babérkoszorút tart, alul három szál zöld leveles fehér rózsa. Sisakdísz: növekvő arany griff jobbjában görbe kardot tart. Takarók: vörös-ezüst, kék-arany.
Az 1649-es armálison valójában szereplő ezidáig közöletlen címerkép leírása:
A vörös pajzsban kék harántpólya, alatta és felette egy-egy ezüst virág (rózsa) látható. Töredékessége miatt elképzelhető, hogy a felső részen volt még egy virág, de a térbeli elrendezés ezt nem valószínűsíti. A kék harántpólyában jobbra forduló egyfarkú, nyitott szájú, kiöltött nyelvű (arany) oroszlán, jobbjában zöld (borostyán) koszorút tart. A sisak sérült, nem kivehető, sisakdíszben koronából kinövő jobbra forduló szárnyas, nyitott szájú, kiöltött nyelvű (arany) griff, jobbjában egyenes kardot tart. A takarók színe kék-arany, vörös-ezüst.
Pest megye levéltárában kissé eltérő címerpecsét található.

## Nevesebb tagjaik

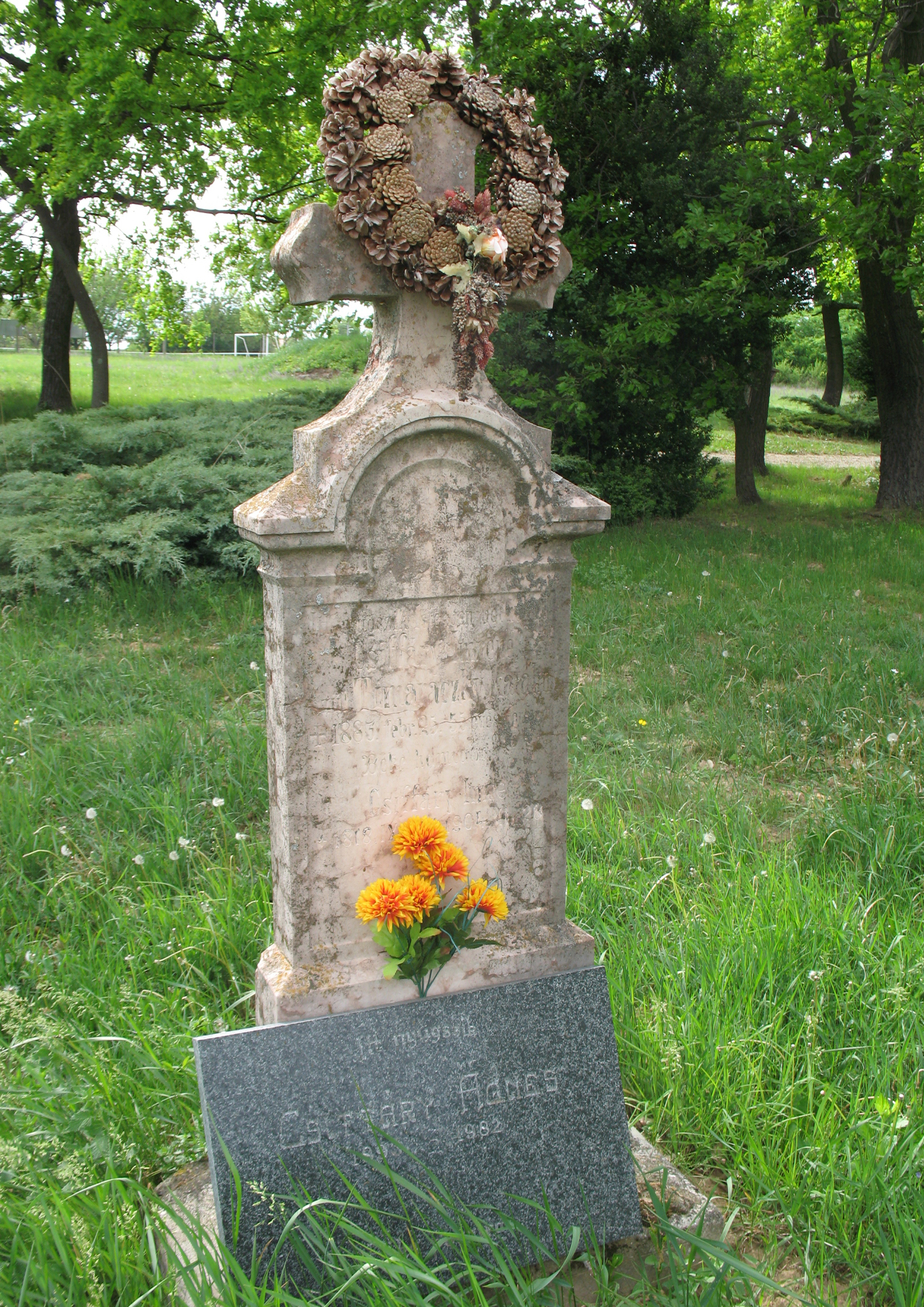
Csiffáry Imre sírja Nemespannon
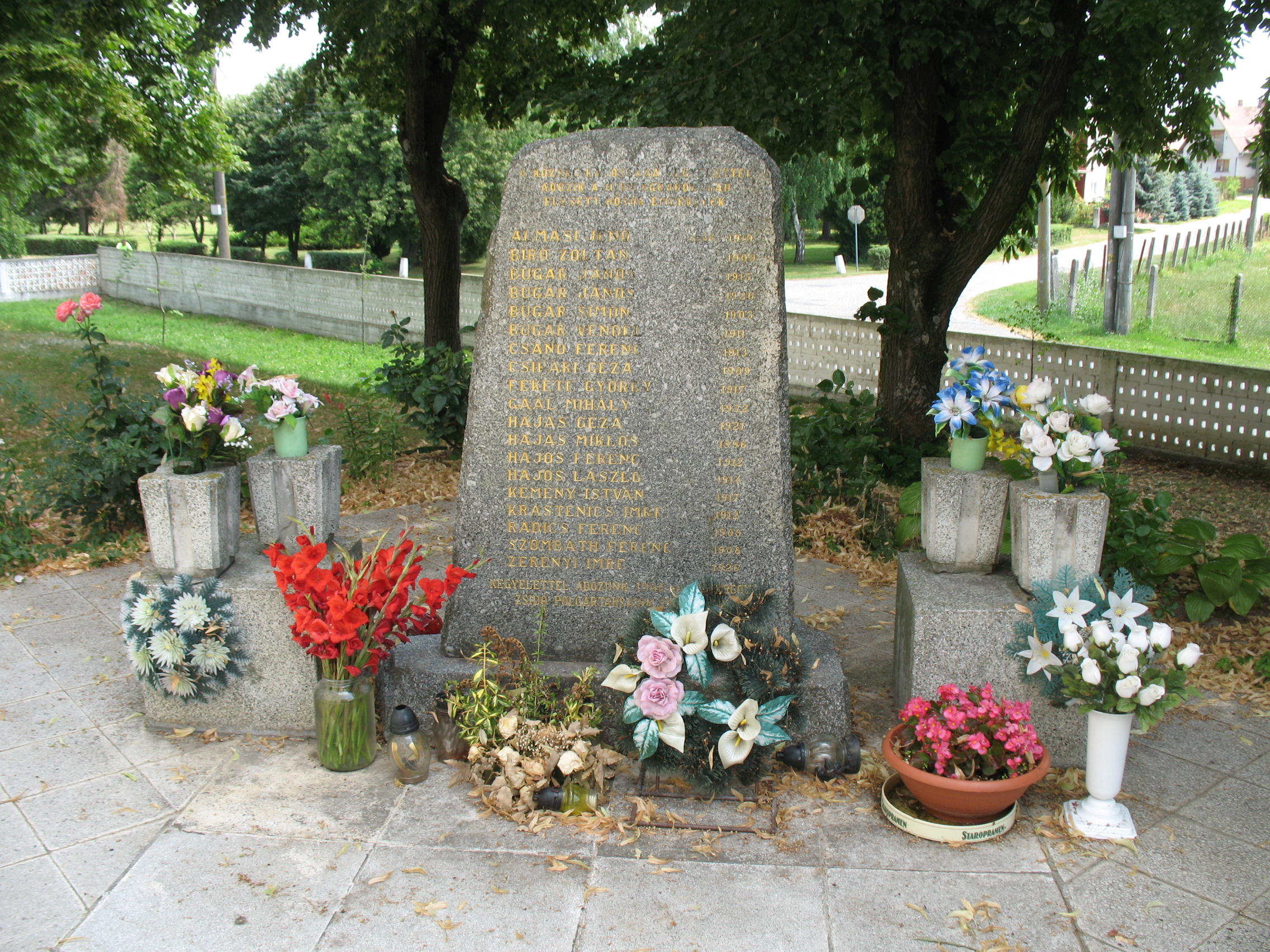
Csallóközkürti hősi halottak
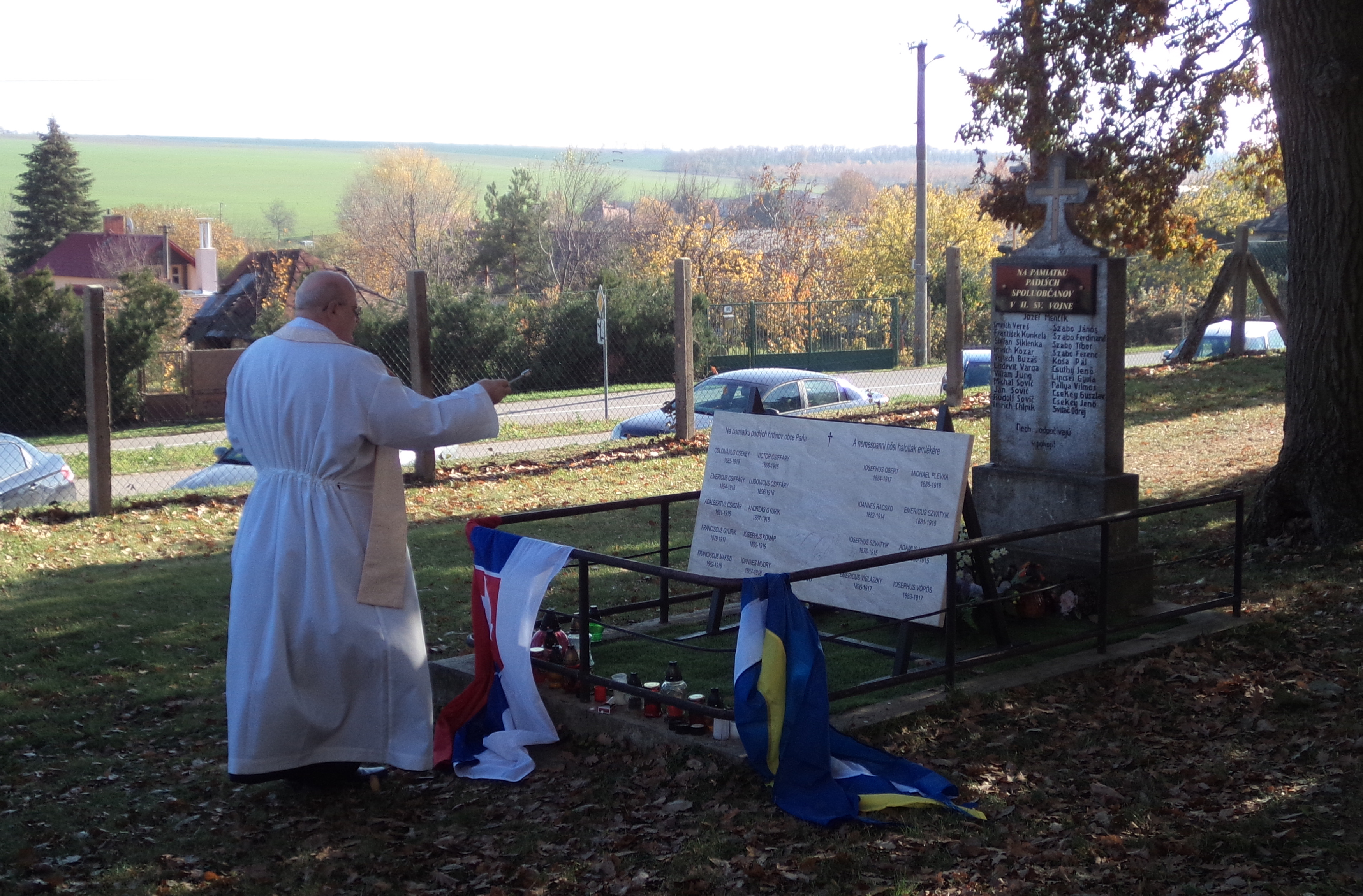
Nemespanni első világháborús elesettek
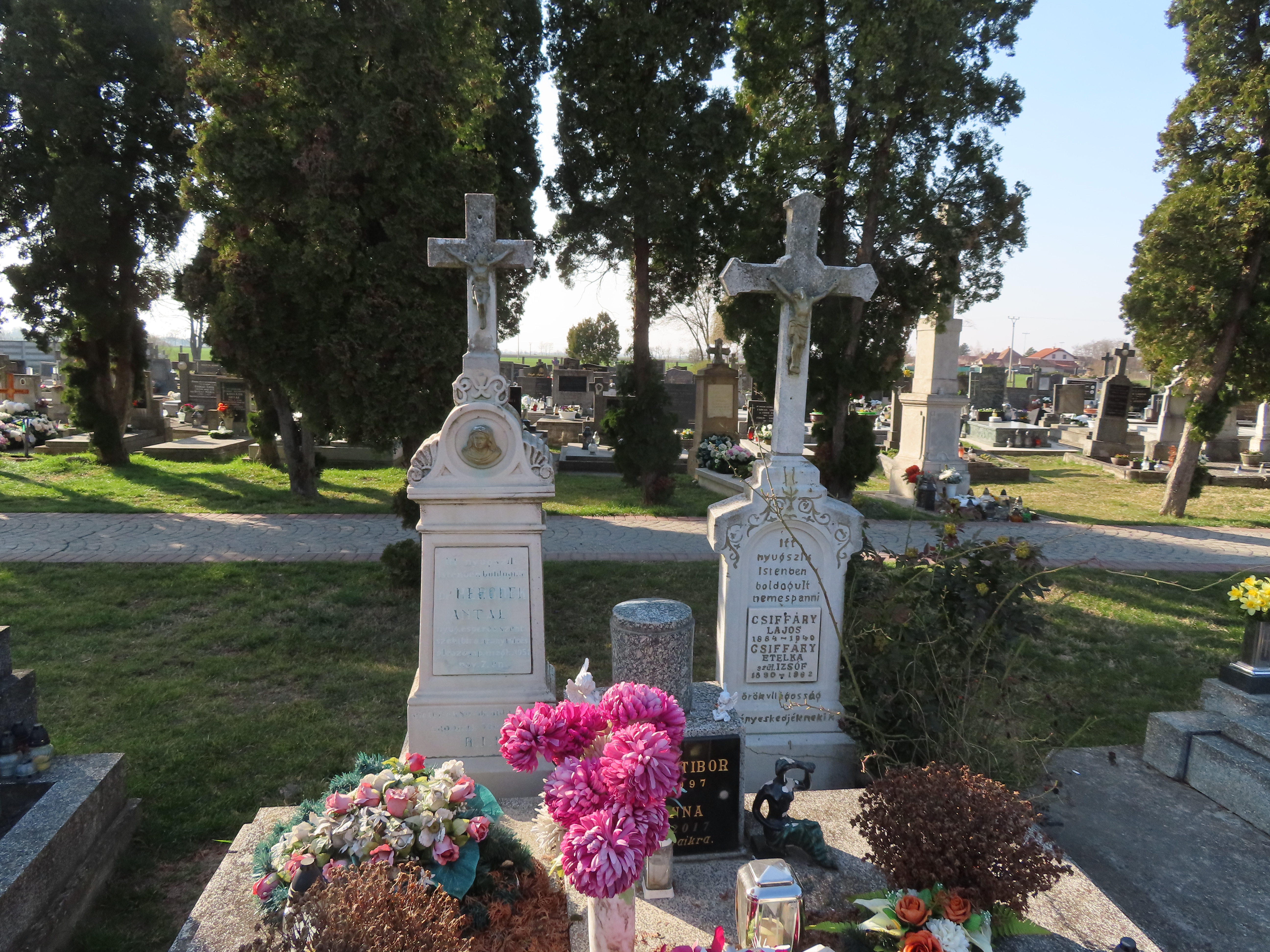
Csiffáryak Illésházán

- István a Verebélyi szék alispánja 1620-ban
- Csiffári János 1706-ban kinevezett nyitraújlaki plébános, aki ezen hivatalát az evangélikusok miatt nem foglalhatta el.[16]
- Csiffáry Pál (1758 ? - 1800. február[17]) Nyitra vármegye főorvosa a 18. század végén.[18] 1794-ben és 1795-ben a szakolcai járásban működött mint belső orvos.[19]
- Csiffáry Imre (1751-?) nemespanni hadnagy (1790)[20]
- Csiffáry Imre (1818–1904) huszár, 1848-as nemzetőr, nemespanni bíró[21]
- Csiffáry István nemesoroszi bíró
- Csiffáry Sándor (1838–1912[22]) kántortanító.[23]
- Csiffáry Alajos (1865-?) kántortanító[24]
- Nemesoroszi Csiffáry Flórián (1858-?) kántortanító[25]
- Csiffáry Vazul Antal (1878-1923) sztropkói tanító, állampénztári tanácsos.[26]
- Csiffáry Aranka (1880 körül-1909. június 29.) adácsi tanítónő.[27]
- Csiffáry Jenő (1895–1967) nemespanni kántortanító, embermentő
- Csiffáry Sándor (1902-1971) egri plébános[28]
- Csiffáry Rezső (1918-1955) a Szombathelyi magyar királyi III. honvéd hadtest karpaszományos tizedese, igazgató tanító.[29]
- Csiffáry István (1919-1998) fényképész
- Csiffáry Rezső (1920-2000) esztergomi sportlövész[30]
- Csiffáry László ebedi pedagógus az 1950-es években[31]
- Csiffáry Nándor (1925. október 14. – 2017. június 5.[32]) oktató
- Csiffáry Árpád Dezső (Pozsony, 1934) sebészorvos.[33]
- Schwalm Edit (1946-2023) magyar néprajzkutató, muzeológus.
- Csiffáry Gergely (1948–2014) egri levéltáros.
- Csiffáry Károly (1948) verebélyi orvos.
- Csiffáry Melinda (1956) tanítónő.
- Csiffáry Tamás (1958–2010) kutató, szerkesztő, főiskolai docens.
- Csiffáry Ágnes Piroska, a Dallasi Magyar Kultúrkör volt vezetője, illetve a Metroplex Magyar Kulturális Kör volt alapító vezetője. 2022-ben Magyar Arany Érdemkeresztet kapott.
- Agárdy Gyula (1895-1944) piarista tanár, igazgató (édesanyja Csiffáry Mária)
- Bánszky Mihály (1870-1943) építési vállalkozó, építész.
- Iványi Ferenc (1879-1914) 31-es honvéd, hősi halott. Felesége Csiffáry Teréz volt.[34]
- Stark József Aurél (Csiffáry Katalin férje), a nyitrai Tatra mozi üzemeltetője a második világháború végéig[35]